# Массовые беспорядки в Улан-Баторе (2008)
Беспорядки в Улан-Баторе (монг. Долоодугаар сарын нэгний түйвээн) — ожесточенные столкновения между сторонниками оппозиции и правоохранительными органами, произошедшие в июле 2008 года в монгольской столице.
Комментаторы проводят аналогии между событиями в Улан-Баторе и цветными революциями, в СМИ она именовалась «юрточная революция».

## Повод и предыстория
Поводом для беспорядков стали выборы в Великий Государственный хурал 29 июня 2008 года, по результатам которой победу одержала правящая Монгольская народно-революционная партия, на тот момент лидер Демократической партии Цахиагийн Элбэгдорж заявил, что у его партии в ходе выборов украли от 10 до 15 процентов голосов, а при подсчете голосов – около 30 процентов. Также он потребовал пересчёта голосов.

## Ход конфликта
- 1 июля — захвачена и сожжена штаб-квартира правящей Монгольской народно-революционной партии[6], также тысячи протестующих окружили и подожгли Дворец культуры, в том числе находящуюся в том же здании Национальную художественную галерею: свыше 1 тысячи произведений искусства были уничтожены, разрушены либо похищены[7][8][9]. В 23:30 президент страны Намбарын Энхбаяр ввёл чрезвычайное положение. В соответствии с этой мерой, на четыре дня была приостановлена деятельность всех телевизионных студий и каналов, кроме национального общественного телевидения и радио, были запрещены любые собрания, общественные и культурно-развлекательные мероприятия, запрещена продажа алкоголя, введён повышенный контроль за центром Улан-Батора и важными объектами. В полночь президент выступил с обращением, в котором призвал недовольных разойтись[10]. Оппозиционеры, с целью завладения оружием, атаковали полицейский участок. Грабежи продолжались всю ночь несмотря на объявленный комендантский час (с 22 часов до 8 утра). Протестующие забрасывали камнями пожарные машины, на улицах совершались акты насилия[9][11].

- 2 июля — в результате беспорядков в Улан-Баторе пять человек погибли, было ранено около 400 полицейских и несколько журналистов[12].

К 4 часам утра по сообщению одного из информагентств был восстановлен порядок, а пожары потушены. 
К 3 июля ситуация в стране стабилизировалась.

## Последствия
Уланбаторский суд установил размеры ущерба: зданию штаб-квартиры МНРП был нанесён ущерб в 8 600 000 000 тугриков, Дворцу культуры в 2 267 130 000, Главному полицейскому управлению - 83 726 000.
В апреле 2012 года экс-президент Н. Энхбаяр был арестован и осуждён за события во время «юрточной революции», за растрату государственного имущества и взятки.